# Montigny-lès-Condé

Montigny-lès-Condé este o comună în departamentul Aisne din nordul Franței. În 1 ianuarie 2022 avea o populație de 50 de locuitori.